# Ligne C du tramway du Havre

Carte du tracé de la ligne C

La ligne C du tramway du Havre est une ligne de tramway française (en projet) au Havre, en Seine-Maritime. Troisième ligne du tramway du Havre, elle doit relier Vallée Béreult à Montivilliers (en réutilisant le tracé de l'ancienne ligne du Havre-Graville à Tourville-les-Ifs) à compter de 2027. Elle ajoutera alors au réseau 14 km de nouvelles voies, ainsi que 17 nouvelles stations. Elle devrait transporter 25 000 personnes par jour. L'enquête publique a lieu du 23 septembre au 25 octobre 2024.Un nouveau centre de maintenance tramways sera construit à rue Démidoff , ainsi que de nouvelles rames de tramway Alstom citadis dernière génération livrer bientôt (en 2026/2027) en revanche la date d'inauguration n'as toujours pas été dévoiler ! 